# Belharra-Perdun
Koordinaten: 43° 24′ 13″ N, 1° 43′ 4″ W

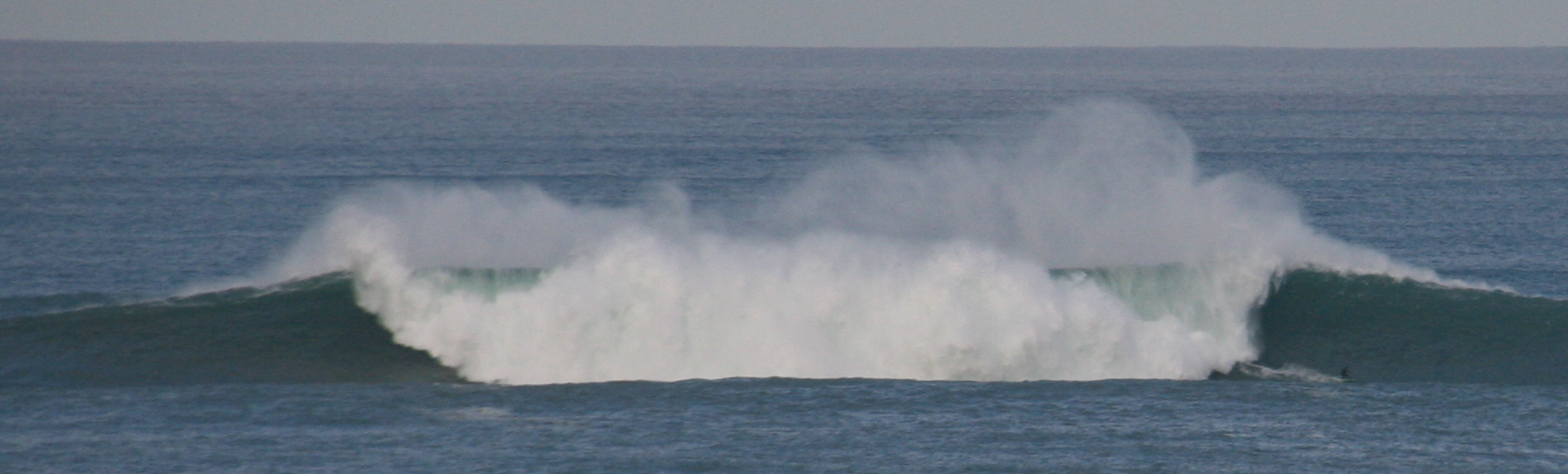
Ein Surfer, am rechten Rand des Bildes, in der Brandung vom 22. Dezember 2013

Belharra-Perdun, oder einfach auch nur Belharra (baskisch „das Gras“, bezieht sich auf Seetang), ist ein Riff vor der französischen Atlantikküste und auch der Name der dort brechenden Welle.

## Lage
Das Riff befindet sich in der Nähe von Socoa, einer Stadt im französischen Département Pyrénées-Atlantiques, zwischen Hendaye und Saint-Jean-de-Luz gelegen. Belharra liegt 2,5 km vor der Küste im offenen Atlantik. Die spanische Grenze befindet sich nur etwa fünf Kilometer südwestlich vom Riff. Im Bereich des Riffs beträgt die Wassertiefe etwa 14 bis 18 Meter. Der umliegende Meeresboden fällt auf mehr als 20 Meter ab. Die Einfahrt in die Bucht von Saint-Jean-de-Luz verläuft nur unweit des felsigen Riffs.

## Wellenreiten
An Tagen mit entsprechender Dünung bricht über dem Riff eine der größten surfbaren Wellen der Welt. Die dafür erforderliche Dünung wird im Atlantik nur selten erreicht. In manchen Jahren bricht die Welle deswegen überhaupt nicht. Am 22. November 2002 wurde die Welle das erste Mal gesurft. Die Welle kann mit einer Höhe von 20 m brechen.

## Sonstiges
Bei ruhigem Wasser ist das Riff auch das Ziel von Tauchern.